# Cobbler's Island
Cobbler's Island är en ö i Bermuda (Storbritannien).   Den ligger i parishen Pembroke, i den västra delen av landet, 4 km väster om huvudstaden Hamilton.